# Ulukakhotana
Ulukakhotana, jedna od lokalnih skupina Kaiyuhkhotana Indijanaca s rijeke Unalaklik na Aljaski. Populacija im je 1890. iznosila 25. Iz ovog kraja protjerali su ih Eskimi, pa su se stacionirali na Yukonu. Glavno selo im je Iktigalik koje je 1866. imalo 10 kuća.
Ostalio nazivi za njih su: Oolukak (Zagoskin, 1842. kojega citira Petroff 1884); Ulukagmuts (Holmberg), Ulukuk (Whymper, 1869).